# Fernissaktiebolaget
Fernissaktiebolaget (FAB) var ett industriföretag med säte i Stockholm som sysslade med handel samt tillverkning av fernissor, lacker, målarfärger och allt annat som behövdes vid måleriarbeten. Företaget uppköptes 1929 av AB Wilh. Becker.

## Historik

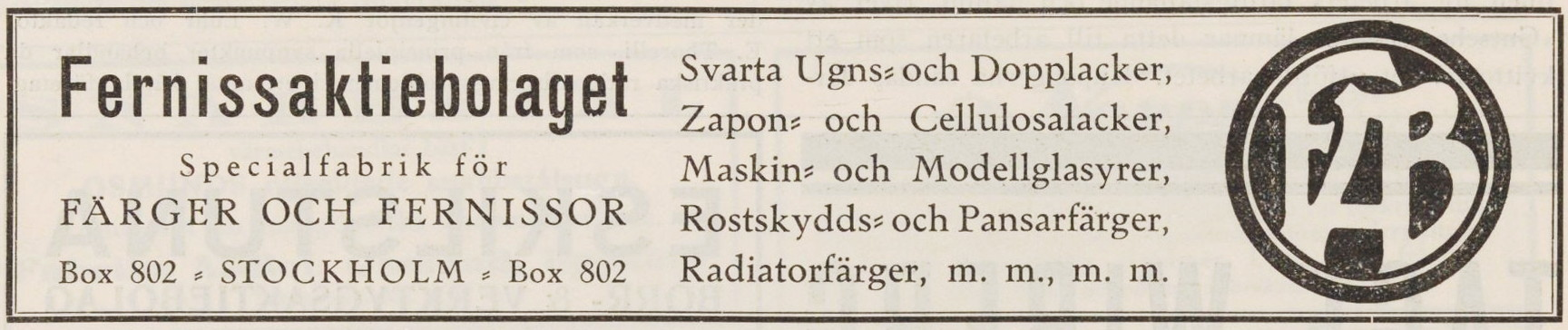
Tidningsannons från Fernissaktiebolaget.

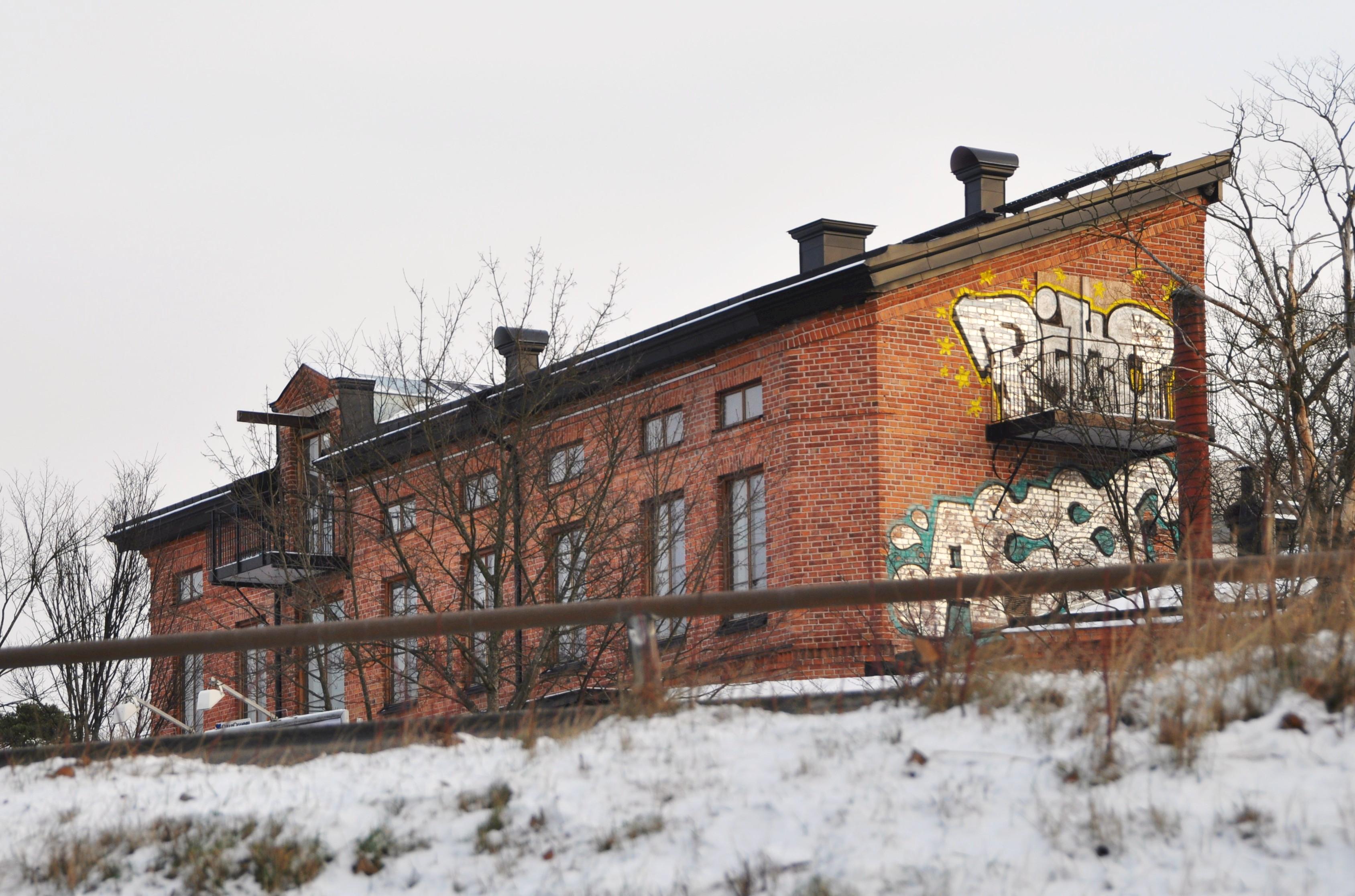
Fabriksbyggnaden i Albano, 2014.

Bolaget bildades 1887 och hade sin fabrik efter 1890 vid Albano på Norra Djurgården. Bolagets förste verkställande direktör var Bror Hugo Holmblad. På Stockholmsutställningen 1897 hade Fernissaktiebolaget en stor monter där man visade sina produkter bestående av olika slags fernissor och en instruktiv samling med råvaror samt prov på emalj- och glasyrfärger. I fabriken vid Albano  tillverkade Fernissaktiebolag fernissor, färger, glasyrer och kitt. 
Ett av bolagets artiklar hette Ferbo Cellulosa som gick bra för lackering av linoleum- och parkettgolv. Produkten torkade på en kvart och gav en "glänsande, hård och hållbar yta" som företaget försäkrade i annonser. Enligt bolagets egen reklam exporterade man sina produkter även till Finland, Norge och Danmark. 1912 höjdes fabriksbyggnaden med en våning och fick ett brant pulpettak. 
Fenissaktiebolaget existerade fram till 1929 då det uppköptes av konkurrenten AB Wilh. Becker samtidigt avvecklades tillverkningen i Albano. Fernissbolaget blev därefter ett underbolag till Beckers och deras stora lackmärke som producerades i Nitrolackfabriken på Lövholmen. Anläggningen i Albano användes efter Fernissbolaget för mejeriverksamhet innan Albano Smide drev verksamhet i byggnaden fram till 1990-talet. 
Fabriksbyggnaden i rött tegel finns kvar (2020) och är en av de få bevarade industribyggnader i Albano. Fastigheten är grönmärkt av Stadsmuseet i Stockholm vilket innebär att ”att bebyggelsen representerar ett högt kulturhistoriskt värde och är särskilt värdefull från historisk, kulturhistorisk, miljömässig eller konstnärlig synpunkt”.